# اوسترال لینئاس آئراس
اوسترال لینئاس آئراس (به انگلیسی: Austral Líneas Aéreas) یک شرکت هواپیمایی با کد یاتا AU است که در تاریخ ۱۹۵۷ میلادی تأسیس شده و در تاریخ ژانویه ۱۹۵۸ فعالیتش را آغاز کرده‌است. دفتر مرکزی اوسترال لینئاس آئراس در بوئنوس آیرس، آرژانتین واقع شده‌است و قطب این شرکت هواپیمایی در فرودگاه رافائل هرناندز قرار دارد و به ۲۲ مقصد، پرواز مستقیم انجام می‌دهد.